# Cantone di Armagnac-Ténarèze
Il Cantone di Armagnac-Ténarèze è una divisione amministrativa dell'arrondissement di Condom.
È stato costituito a seguito della riforma approvata con decreto del 26 febbraio 2014, che ha avuto attuazione dopo le elezioni dipartimentali del 2015.

## Composizione
Comprendeva inizialmente 16 comuni, ridottisi a 15 dal 1º gennaio 2016 per effetto della fusione dei comuni di Castelnau-d'Auzan e Labarrère per formare il nuovo comune di Castelnau-d'Auzan-Labarrère.:
- Beaumont
- Bretagne-d'Armagnac
- Castelnau-d'Auzan-Labarrère
- Cassaigne
- Cazeneuve
- Eauze
- Fourcès
- Gondrin
- Lagraulet-du-Gers
- Larressingle
- Larroque-sur-l'Osse
- Lauraët
- Mansencôme
- Montréal
- Mouchan